# Skivika
Skivika är en tätort i Fredrikstads kommun i Østfold fylke i sydöstra Norge. En mindre del av orten är belägen i angränsande Sarpsborgs kommun. 
Tidigare har orten tillhört dåvarande Borge kommun.